# Émile Gagnan
Émile Gagnan (novembro de 1900 – 1984) foi um engenheiro francês e co-inventor, juntamente com a Marinha francesa e o scubadive Jacques-Yves Cousteau, do regulador de mergulho (válvula de demanda usada para formar o primeiro equipamento Scubadive o "Aqua Lung") em 1943.

## Biografia
Gagnan nasceu na região francesa de Borgonha, e graduou-se na escola técnica no início de 1920. Ele foi contratado como engenheiro especializado em design de alta pressão pneumática pela grande Liquid Air fornecedora de gás. A primeira produção "Scaphandre Autonome '- ou' Aqualung 'foi lançada na França em 1946 sob o código de identificação "CG45", "C" para Cousteau,"G" para Gagnan e "45" para 1945, ano da patente.
Um ano depois, em 1947, Émile Gagnan e sua família migraram para Montreal, com transferência para a Liquid Air canadense, aonde montou um laboratório e passou a engenheiro design de protótipo e patentes, a partir desta data surgiram novas tecnologias nesta área, incluindo o regulador Scubadive que ainda é comum hoje em dia.